# مارك جيكيل

## روابط إضافية
- مارك جيكيل على موقع رابطة محترفي التنس (الإنجليزية)
- مارك جيكيل على موقع الاتحاد الدولي لكرة المضرب (الإنجليزية)
- مارك جيكيل على موقع خلاصة التنس.كوم (الإنجليزية)
- مارك جيكيل على موقع إي إس بي إن.كوم (الإنجليزية)
- Tenniscorner.net profile for Marc Gicquel
- Yahoo! Sports profile for Marc Gicquel
- Gicquel Recent Match Results
- Gicquel World Ranking History